# 269 (číslo)
Dvě stě šedesát devět je přirozené číslo, které následuje po čísle dvě stě šedesát osm a předchází číslu dvě stě sedmdesát. Římskými číslicemi se zapisuje CCLXIX a řeckými číslicemi σξθ.

## Matematika
269 je:
- Nešťastné číslo
- Nepříznivé číslo
- Tvoří prvočíselnou dvojici s číslem 271
- Součet tří po sobě jdoucích prvočísel (83 + 89 + 97)

## Astronomie
- (269) Justitia je planetka hlavního pásu, kterou objevil v roce 1887 Johann Palisa

## Doprava
- Silnice II/269 je česká silnice II. třídy vedoucí na trase Vrutice – Drahobuz – Tuhaň[1]

## Ostatní
- +269 je mezinárodní telefonní předvolba Komor
- 269life je celosvětová kampaň, kterou začali 2. října 2012 tři mladí aktivisté v Izraeli. Ti se nechali veřejně označkovat rozpáleným železem, které se v některých částech světa běžně používá pro značení dobytka. Číslo 269, které si nechali vypálit na svá těla, je náhodné identifikační číslo jednoho z telat ve velkochovu mléčného průmyslu.

## Roky
- 269
- 269 př. n. l.